# Факультет переробних і харчових виробництв ТНТУ імені Івана Пулюя
Факультет переробних і харчових виробництв Тернопільського національного технічного університету імені Івана Пулюя — колишній структурний підрозділ Тернопільського національного технічного університету імені Івана Пулюя в 1995-2016 роках. У 2016 році в повному складі увійшов до новоствореного факультету прикладних інформаційних технологій та електроінженерії (ФПТ).

## Історія
Декан факультету – д.б.н., професор Юкало В. Г.
Факультет переробних і харчових виробництв заснований в 1995 році.

## Кафедри
До складу факультету входять 3 випускові кафедри: 
1. «Обладнання харчових технологій»,
2. «Харчової біотехнології та хімії»,
3. «Технічної механіки й сільськогосподарського машинобудування».

Ці кафедри проводять підготовку фахівців за двома напрямами «Машинобудування» і «Харчові технології та інженерія» та забезпечують здобуття освітньо-кваліфікаційних рівнів «бакалавр», «спеціаліст», «магістр»; 
Дві загальноуніверситетські кафедри:
1. графічного моделювання,
2. фізичного виховання і спорту.

## Професорсько-викладацький склад
Професорсько-викладацький склад факультету налічує — 47 осіб. З них 6 — доктори наук, професори; 26 — кандидати наук, доценти; 9 — старші викладачі; 2 — асистенти.

## Лабораторна база
Лабораторна база факультету налічує понад 35 спеціалізованих навчальних лабораторій, обладнаних сучасним лабораторним устаткуванням і забезпечених навчально-методичною літературою, а також 6 комп'ютерних класів, які об'єднанні в комп'ютерну мережу з доступом до електронних ресурсів і всесвітньої мережі INTERNET.

## Наукові школи
- «Критеріальна оцінка міцності й прогнозування ресурсу роботи основних утримувальних конструкцій сільськогосподарських машин» (д.т. н., проф. Т. І. Рибак);
- «Харчова біотехнологія» (д.б.н., проф. В. Г. Юкало).

Фахівців вищої кваліфікації на факультеті готують через аспірантуру і докторантуру за науковими спеціальностями:
- «Машини й засоби механізації сільськогосподарського виробництва» (відкрита при кафедрі технічної механіки й сільськогосподарського машинобудування);
- «Процеси й обладнання харчових, мікробіологічних і фармацевтичних виробництв» та «Процеси й обладнання хімічної технології» (відкриті при кафедрі обладнання харчових технологій);
- «Біотехнологія» (при кафедрі харчової біотехнології і хімії).

## Вчена рада
На базі кафедри технічної механіки й сільськогосподарського машинобудування з 1993 року функціонує спеціалізована вчена рада Д 58.052.02 із захисту докторських (кандидатських) дисертаційних робіт за спеціальністю 05.05.11 — «Машини й засоби механізації сільськогосподарського виробництва».

## Міжнародні зв'язки
Підтримуються з провідними навчальними закладами та науково-виробничими установами Канади, Франції, Німеччини, Туреччини, Швеції, Білорусі, Литви.